# Poets of the Fall
Poets of the Fall ist eine im Jahr 2003 von Marko Saaresto und Olli Tukiainen gegründete finnische Alternative-Rock-Band aus Helsinki. Die Mitglieder sind Marko „Mark“ Saaresto (Gesang/Gitarre/Songwriter), Olli „Ollie“ Tukiainen (Gitarre) und Markus „Captain“ Kaarlonen (Keyboard/Produzent).
Die Band veröffentlichte die Singles Late Goodbye und Lift, vor ihrem Debütalbum Signs of Life, welches am 19. Januar 2005 in Finnland erschien. Das Album erreichte nach etwas mehr als vier Monaten Gold-Status und hat später auch die Platin-Grenze überschritten. Es stieg direkt auf Platz 1 der finnischen Top-40-Charts ein und verweilte dort für über ein Jahr.
Der Song Late Goodbye trug maßgeblich zum Erfolg der Band bei, da er im Computerspiel Max Payne 2 sowohl im Abspann Verwendung fand, als auch als wiederkehrendes Thema im Spiel vorkam. Die zweite Single Lift wurde in das Computer-Benchmark-Programm 3DMark 05 von Futuremark eingebunden.
Die Band hat in ihrer Geschichte bereits diverse Preise gewonnen, so zum Beispiel den Game Audio Network Guild (G.A.N.G. Awards) Award 2004 in der Kategorie „Best Original Vocal Song – Pop“ für Late Goodbye, „Beste Finnische Newcomer“ in YleX's „Best of 2004“, „Finland’s Mr. Pop 2005“ für Mark bei einer Stara.fi-Abstimmung, „Newcomer of '05“ während des Musiikki & Media Events, zwei Emma Awards als „Beste Newcomer des Jahres“, „Bestes Debütalbum des Jahres“ und „Bester Finnischer Act“ bei den MTV Europe Music Awards 2006. Am 19. Januar 2007 gewannen Poets of the Fall den „Best Finnish Band Award“ bei den NRJ Radio-Awards 2007.

## Bandgeschichte

### Die Anfänge (2003–2004)
Die Band wurde 2003 gegründet, als Mark und Ollie, die sich schon länger kannten, ein neues Projekt begannen. Nach kurzer Zeit kam Captain dazu. Das brachte drei verschiedene Welten zusammen, die Poets of the Fall bildeten: ein Rock-Sänger, Jazz-Gitarrist und der „Industrial Machine Trance Man“. Die Gruppe hatte bald genug Material, um mehrere Alben zu veröffentlichen, aber nur einige ausgewählte Songs wurden produziert.
Im selben Jahr ernteten die Poets of the Fall weitere Aufmerksamkeit, als Sam Lake, ein Scriptschreiber bei Remedy Entertainment, Mark fragte, ob sie nicht einen Song für deren neues Projekt „Max Payne 2“ schreiben wollten. Als das Spiel 2003 erschien, schnellte das Interesse an der Band auf der ganzen Welt schlagartig in die Höhe. Kurz darauf gewann Late Goodbye den ersten Platz bei den jährlichen G.A.N.G. Awards in San Jose, Kalifornien. Die Preisverleihung wurde auf MTV International und G4TV im Fernsehen übertragen, aber die Poets konnten wegen anderer Termine nicht daran teilnehmen.
Seitdem wurde Late Goodbye weltweit in über 2 Millionen verkauften Exemplaren von Max Payne 2 verbreitet. Am 30. Juni 2004 wurde das Lied schließlich auch als Single veröffentlicht, welche mehrere verschiedene Variationen des Titelsongs und einen Everything Fades genannten Bonustrack beinhaltet.
Etwas später wurden die Poets bei einem Ausscheidungswettbewerb, dessen Sieger bei den Olympischen Spielen 2004 in Athen auftrat, Zweitplatzierte hinter der Siegerin Björk.
Am 9. September 2004 wurde die zweite Single Lift der Poets veröffentlicht, die dem bisherigen Bandstil treu blieb. Wie Late Goodbye fand auch Lift weltweite Beachtung, als es im Benchmarkprogramm 3DMark 05 von Futuremark erschien. Die Software verbreitete Lift mit über 11 Millionen Downloads auf der ganzen Welt. Der zusätzliche Song The Beautiful Ones, der auf der Lift-Single vorhanden war, festigte den PotF-typischen Poesie-Stil.
PotF wurden 2004 zum besten Newcomer in Finnland gewählt. Lift belegte den zweiten Platz in der Kategorie „Bester Song des Jahres“.
Am 18. Dezember 2004 veröffentlichten die Poets die Single mit dem Namen Maybe Tomorrow is a Better Day, die man für etwa drei Wochen auf deren Website herunterladen konnte. Nach dem Release des Songs stiegen die Besucherzahlen auf der Website der Poets um das zwanzigfache.

“... Is all about hope. Hope, now, is a tricky thing. A real double edged sword. It is the sole power that keeps mankind on it’s feet. Heads up and at it. Even in time of crisis. An invaluable force of nature. But as hope can be true… it can also be false. We choose the way to go, but will the road set us free? I wrote the lyrics to 'Maybe tomorrow is a better day' in context with this duality. In other words, where there is hope there must be doubt. There is no one without the other. And so, devilishly, parts of the lyric can be experienced either as doubting or as giving true hope… it is up to you to give it meaning.”

### Weltweite Aufmerksamkeit (seit 2005)

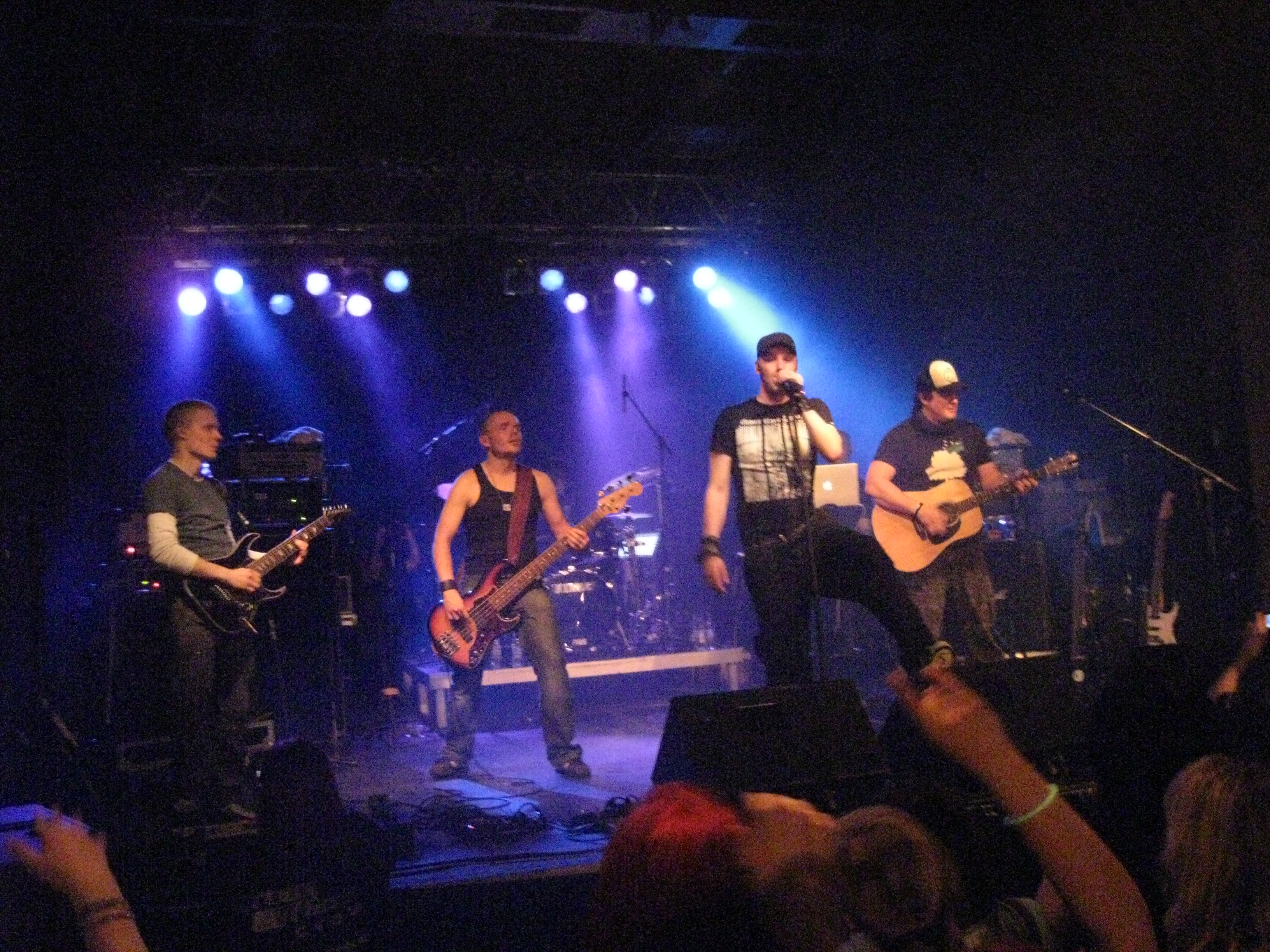
Poets of the Fall 2008 in Berlin

Das erste Poets-Album Signs of Life war sehr gefragt und bekam mehr Vorbestellungen als erwartet. Als es am 19. Januar 2005 erschien, wurde es bereits in der ersten Woche Nummer 1 in den offiziellen finnischen Album-Charts. Insgesamt blieb es 56 Wochen in den Charts. Am 24. Mai 2005 bekam es Gold und erreichte am 26. April 2006 auch noch Platin-Status. Signs of Life war somit 2005 das erfolgreichste Album in Finnland. Das Album bekam den Emma Award (finnischer Pendant zum Grammy) in der Kategorie „Bestes Debütalbum 2005“ und die Band selbst einen als „Beste Newcomer“.
Am 13. August 2005 wurde das zweite Musikvideo Lift für das finnische Fernsehen veröffentlicht. Von diesem Punkt an wurde Signs of Life in Finnland, Schweden, Norwegen und Dänemark bei iTunes angeboten. Bis zum 19. Januar 2006 war es ziemlich ruhig um die Band, als sie den NRJ-Award gewannen. Sie wurden von den Wählern zum „Best Finnish Breakthrough“ gewählt.
Am 9. Februar 2006 kündigten PotF eine am 26. März veröffentlichte neue Single an. Carnival of Rust beinhaltete zwei Versionen des Titelsongs (eine Radio Edit und Album Edition) neben einer exklusiven Liveaufnahme von Don’t Mess With Me, einem der Songs des Albums Signs of Life.
Am 12. März 2006 veröffentlichten die Poets die Daten ihrer „Carnival of Rust“-Tour. Außerdem wurde bekannt, dass ihr Drummer Tapio die Band verlassen würde, um seine eigene Karriere als Photograph zu verfolgen. Seinen Platz nahm Jari ein.
Am 26. März erschien die Single Carnival of Rust. Am 30. März 2006 wurde das dazugehörige Musikvideo auf The Voice und MTV Finnland veröffentlicht. Der Regisseur von Lift, Tuomas "Stobe" Harju, arbeitete auch bei diesem Projekt für die Poets. Die Single erschien am 1. Dezember 2006 auch in Deutschland. Das zweite Album der Poets, das wie die Vorab-Single Carnival of Rust heißt, wurde mit Verspätung am 12. April 2006 veröffentlicht (eigentlicher Veröffentlichungstermin: 5. April). Das Album enthält elf neue Songs, eine erneuerte Version von Maybe Tomorrow is a Better Day und das Musikvideo des Titelsongs Carnival of Rust. Zum Zeitpunkt seines Einstiegs in die finnischen Charts hielt sich auch das Erstlingswerk noch darin auf. Sechs Wochen lang hatten die Poets daher zwei Alben in den Charts. Innerhalb von drei Wochen erreichte Carnival of Rust den Gold-Status, am 11. Dezember 2006 wurde es mit Platin ausgezeichnet. Carnival of Rust wurde am 12. September 2006 in Schweden, am 20. April 2007 in Deutschland und außerdem in Australien, Russland sowie der Ukraine veröffentlicht. Am 16. August 2006 wurde Sorry Go 'Round und am 29. November 2006 Locking Up the Sun in Finnland als Single veröffentlicht.
Am 28. Juni 2007 wurde bekannt, dass die finnische Zeitung Helsingin Sanomat den Song Late Goodbye als "beliebtesten finnischen Rocksong" nominiert hat.
Am 17. März 2010 ist der vierte Longplayer "Twilight Theater" erschienen, der bereits in der ersten Woche in Finnland mit Gold ausgezeichnet wurde. Die erste Single ist "Dreaming Wide Awake". Auf dem Album ist auch der Titelsong "War" zum Spiel "Alan Wake" von Remedy Entertainment. Unter dem Namen "Old Gods of Asgard" veröffentlichten sie zwei weitere Songs auf dem Soundtrack zu Alan Wake, namentlich "Children of the Elder Gods" und "The Poet and The Muse". Für das Sequel "Alan Wake's American Nightmare" folgte ein weiterer Titel namens "Balance Slays the Demon". Ohne Veröffentlichung in einem ihrer eigenen Alben kam auch "Grinder’s Blues" mit dem Spiel "Rochard" heraus.
Remedy und "Old Gods of Asgard" blieben sich auch im 2019 erschienenen Spiel "Control" treu. Hier war im "Aschenbecherlabyrinth" das Lied "Take Control" zu hören. Weiterhin ist in "Lab 1", scheinbar einem Akustik-Labor, auf der untersten Ebene der Forschungszentrale der Liedtext von "My Dark Disquiet" auf einer Tafel aufgetragen und es gibt einen Fragebogen zum Lied.

## Diskografie

### Alben
| Jahr | Titel                      | Höchstplatzierung, Gesamtwochen, AuszeichnungChartsChartplatzierungen (Jahr, Titel, Platzierungen, Wochen, Auszeichnungen, Anmerkungen) | Anmerkungen                              |
| Jahr | Titel                      | FI | Anmerkungen                              |
| ---- | -------------------------- | --- | ---------------------------------------- |
| 2005 | Signs of Life              | FI1 Platin · (57 Wo.)FI | Erstveröffentlichung: 19. Januar 2005    |
| 2006 | Carnival of Rust           | FI1 Platin · (27 Wo.)FI | Erstveröffentlichung: 12. April 2006     |
| 2008 | Revolution Roulette        | FI1 Gold · (20 Wo.)FI | Erstveröffentlichung: 26. März 2008      |
| 2010 | Twilight Theater           | FI1 Gold · (16 Wo.)FI | Erstveröffentlichung: 17. März 2010      |
| 2011 | Alchemy Vol. 1             | FI9 (5 Wo.)FI | Erstveröffentlichung: 16. März 2011      |
| 2012 | Temple of Thought          | FI3 (15 Wo.)FI | Erstveröffentlichung: 21. März 2012      |
| 2014 | Jealous Gods               | FI1 (7 Wo.)FI | Erstveröffentlichung: 19. September 2014 |
| 2016 | Clearview                  | FI2 (3 Wo.)FI | Erstveröffentlichung: 30. September 2016 |
| 2018 | Ultraviolet                | FI1 (2 Wo.)FI | Erstveröffentlichung: 5. Oktober 2018    |
| 2020 | Alexander Theatre Sessions | FI5 (1 Wo.)FI | Erstveröffentlichung: 11. Dezember 2020  |
| 2022 | Ghostlight                 | FI2 (4 Wo.)FI | Erstveröffentlichung: 29. April 2022     |

### Singles
| Jahr | Titel Album                            | Höchstplatzierung, Gesamtwochen, AuszeichnungChartsChartplatzierungen (Jahr, Titel, Album, Platzierungen, Wochen, Auszeichnungen, Anmerkungen) | Anmerkungen |
| Jahr | Titel Album                            | FI | Anmerkungen |
| ---- | -------------------------------------- | --- | ----------- |
| 2004 | Lift Signs of Life                     | FI8 (12 Wo.)FI |             |
| 2004 | Late Goodbye Signs of Life             | FI14 (1 Wo.)FI |             |
| 2006 | Carnival of Rust                       | FI2 (5 Wo.)FI |             |
| 2006 | Sorry Go ’Round Carnival of Rust       | FI7 (1 Wo.)FI |             |
| 2006 | Locking Up the Sun Carnival of Rust    | FI3 (2 Wo.)FI |             |
| 2008 | The Ultimate Fling Revolution Roulette | FI2 (4 Wo.)FI |             |
| 2008 | Diamonds for Tears Revolution Roulette | FI13 (1 Wo.)FI |             |
| 2010 | Dreaming Wide Awake Twilight Theater   | FI18 (1 Wo.)FI |             |
| 2012 | Cradled in Love Temple of Thought      | FI16 (1 Wo.)FI |             |

Weitere Singles
- 2011: Can You Hear Me
- 2014: Daze
- 2015: Love Will Come to You
- 2015: Choice Millionaire
- 2016: Drama for Life
- 2018: False Kings
- 2018: Dancing on Broken Glass
- 2019: The Sweet Escape

### Videoalben
- Late Goodbye (21. Mai 2005)
- Lift (13. August 2005)
- Carnival of Rust (30. März 2006)
- Locking Up the Sun (2. November 2006)
- Diamonds for Tears (15. Juli 2008)
- Dreaming Wide Awake (10. Februar 2010)
- War (10. Juni 2010)
- Can You Hear Me (17. März 2011)
- Cradled in Love (3. März 2012)
- Daze (22. August 2014)
- Love Will Come to You (23. Januar 2015)
- Choice Millionaire (17. August 2015)
- Drama for Life (5. August 2016)
- Children of the Sun (22. März 2017)
- Moonlight Kissed (21. September 2017)
- False Kings (31. Januar 2018)

## Auszeichnungen und Nominierungen

### Auszeichnungen
| Jahr | Auszeichnung                               | Titel                                                        |
| ---- | ------------------------------------------ | ------------------------------------------------------------ |
| 2004 | Game Audio Network Guild (G.A.N.G.) Awards | Best Original Vocal Song – Pop (Late Goodbye)                |
| 2004 | YleX's "Best of 2004"                      | Beste finnische Newcomer                                     |
| 2005 | IFPI Finnland                              | Goldene Schallplatte (Signs of Life)                         |
| 2005 | Musiikki & Media Events                    | Newcomer of '05                                              |
| 2005 | Stara.fi                                   | Mr. Pop 2005 (Marko Saaresto)                                |
| 2006 | NRJ Radio Awards                           | Best Finnish Breakthrough                                    |
| 2006 | Emma Award                                 | Bestes Debütalbum des Jahres (Signs of Life)                 |
| 2006 | Emma Award                                 | Beste Newcomer des Jahres                                    |
| 2006 | IFPI Finnland                              | Platin-Schallplatte (Signs of Life)                          |
| 2006 | IFPI Finnland                              | Goldene Schallplatte (Carnival of Rust)                      |
| 2006 | MTV Europe Music Awards                    | Beste finnische Band                                         |
| 2006 | IFPI Finnland                              | Platin-Schallplatte (Carnival of Rust)                       |
| 2006 | The Voice                                  | Bestes Musikvideo 2006 (Carnival of Rust)                    |
| 2006 | TV2's Musiikki-TV                          | Bestes finnisches Musikvideo aller Zeiten (Carnival of Rust) |
| 2007 | NRJ Radio Awards                           | Beste finnische Band                                         |
| 2007 | Muuvi Awards                               | Bronze Muuvi Award (Carnival of Rust)                        |
| 2007 | Muuvi Awards                               | Muuvi People’s Choice Award (Carnival of Rust)               |
| 2008 | IFPI Finnland                              | Goldene Schallplatte (Revolution Roulette)                   |

### Nominierungen
| Jahr | Auszeichnung          | Titel                                           | Platzierung |
| ---- | --------------------- | ----------------------------------------------- | ----------- |
| 2004 | YleX’s "Best of 2004" | Best Finnish song (Lift)                        | 2           |
| 2004 | YleX’s "Best of 2004" | Best Finnish song (Late Goodbye)                | 7           |
| 2005 | Radio City            | Album des Jahres (Signs of Life)                | 7           |
| 2005 | The Voice             | Top 105 (Lift)                                  | 10          |
| 2006 | Stara.fi              | Mr. Pop 2006 (Marko Saaresto)                   | 2           |
| 2006 | the Voice             | Bestes Musikvideo 2006 (Locking up the Sun)     | 12          |
| 2007 | NRJ Radio Awards      | Beste nordische Band                            | -           |
| 2007 | NRJ Radio Awards      | Bestes finnisches Album (Carnival of Rust)      | -           |
| 2007 | Helsingin Sanomat     | Beliebtester finnischer Rocksong (Late Goodbye) | -           |